# Transtrand
Transtrand ist ein Ort (Tätort) in der schwedischen Provinz Dalarnas län und der historischen Provinz Dalarna.
Der Ort liegt am Västerdalälven etwa 40 Kilometer nordwestlich von Malung, dem Zentralort der Gemeinde. Durch Transtrand führt der Länsväg W 1051.01 und der Riksväg 66. Transtrand besitzt eine eigene Kirche und ist Sitz eines Kirchspiels (Socken).

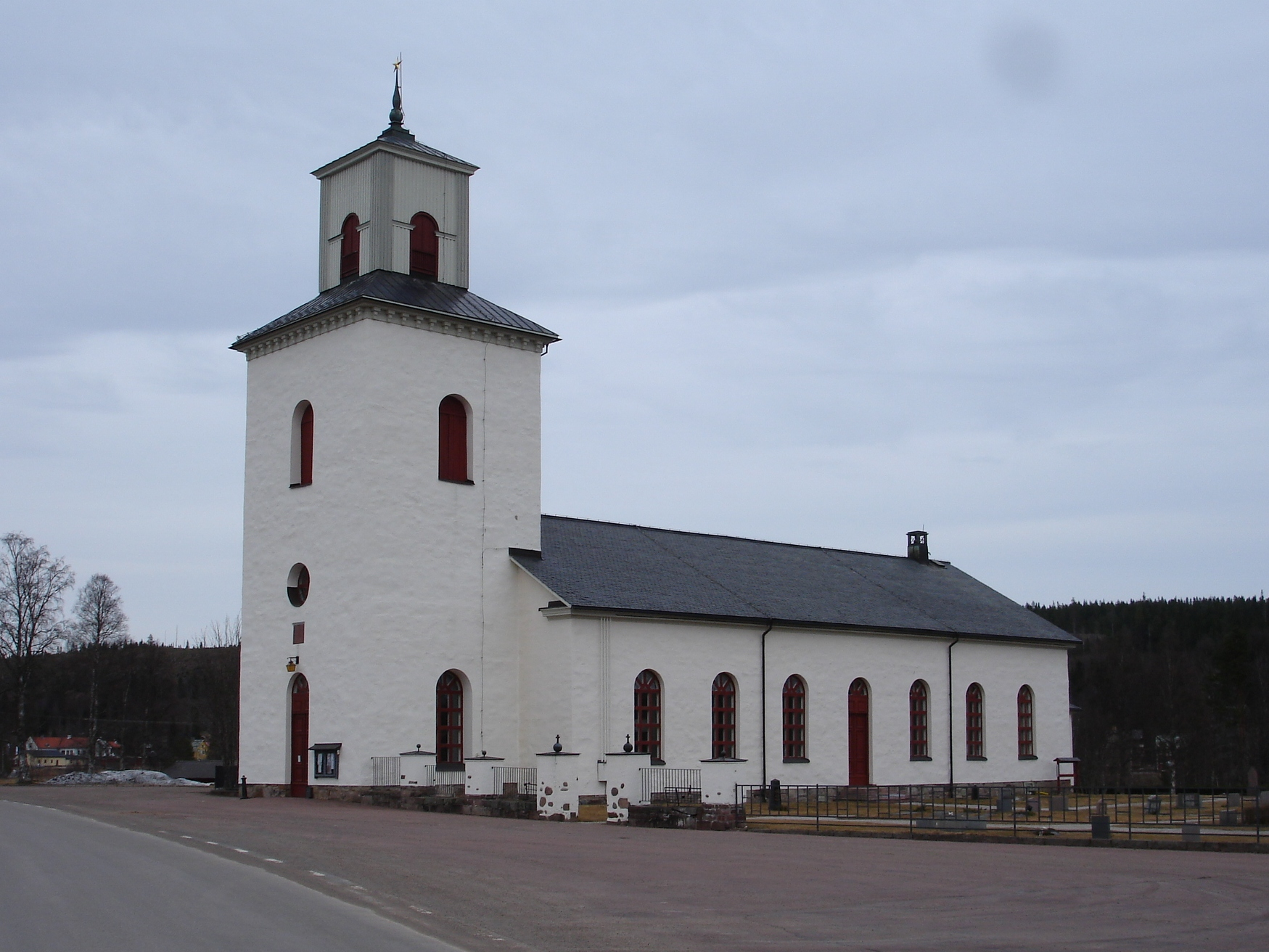
Kirche
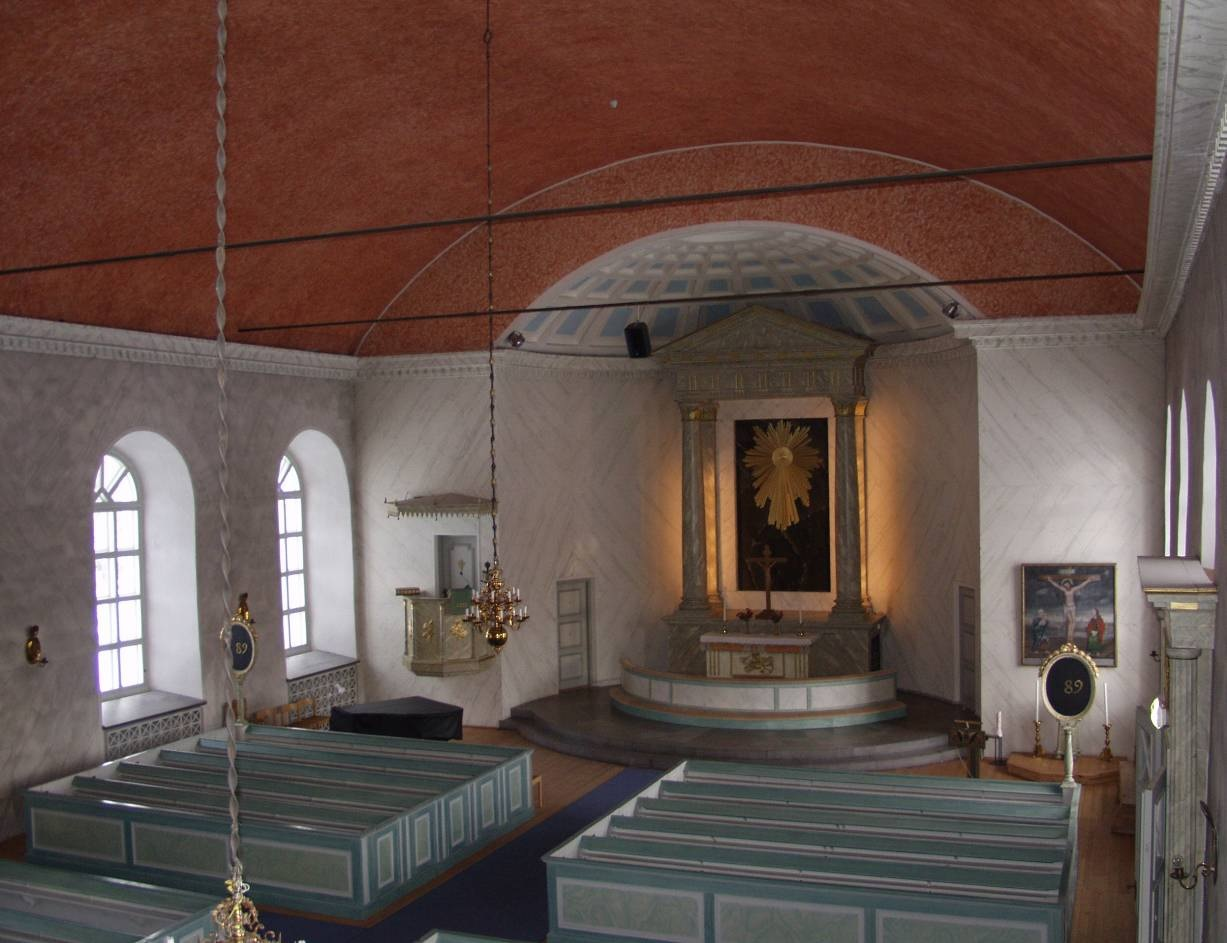
Innenansicht
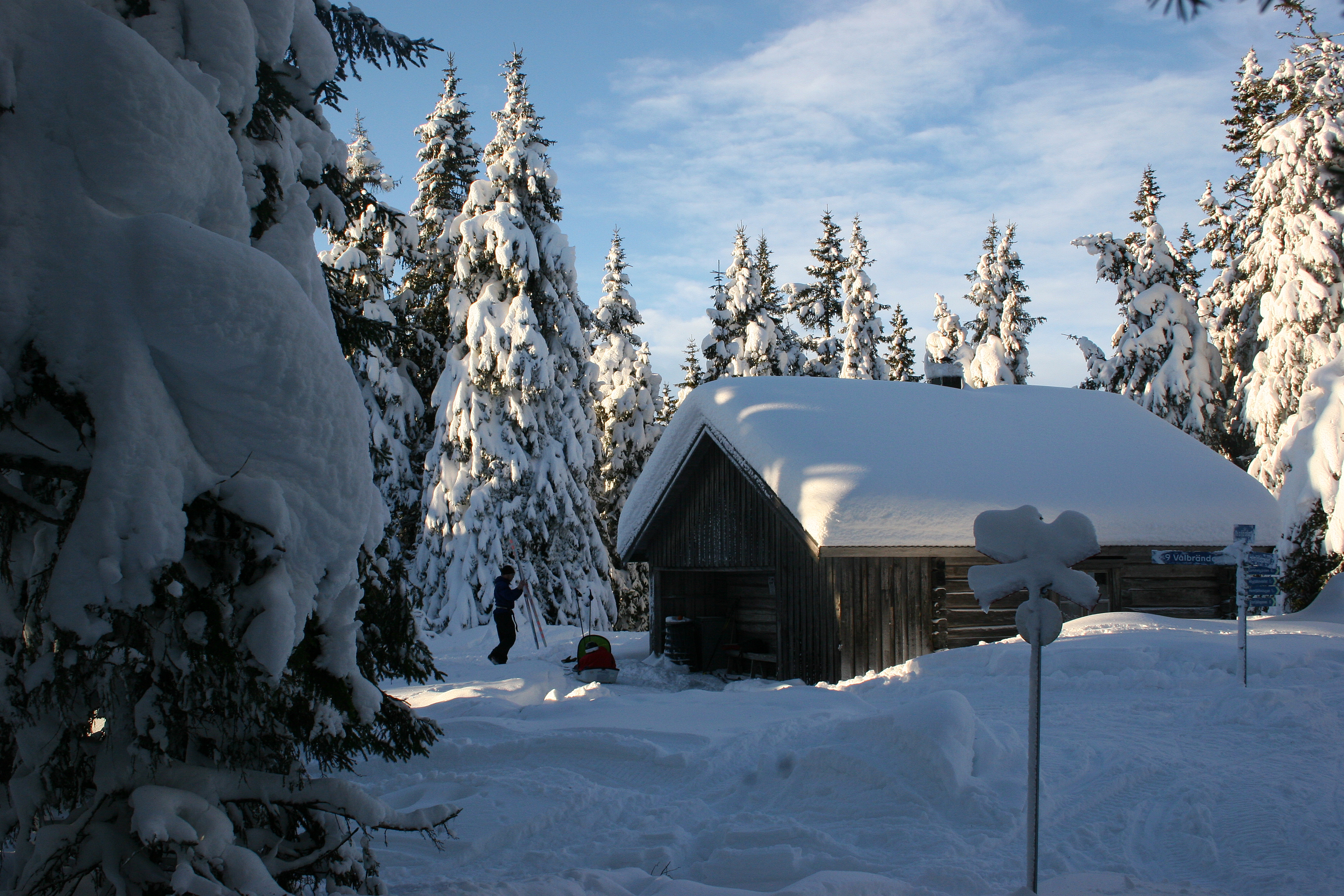
Mellanfjällstugan